# Tibberton (Gloucestershire)
Pour les articles homonymes, voir Tibberton.
Tibberton est un village du Gloucestershire, en Angleterre.